# Holoterpna errata
Holoterpna errata là một loài bướm đêm trong họ Geometridae.